# 40409 Taichikato
40409 Taichikato è un asteroide della fascia principale. Scoperto nel 1999, presenta un'orbita caratterizzata da un semiasse maggiore pari a 2,4494765 UA e da un'eccentricità di 0,2068960, inclinata di 3,52021° rispetto all'eclittica.